# Andrew Sinclair
Andrew Annandale Sinclair (né le 21 janvier 1935 et mort le 30 mai 2019) est un romancier, historien, biographe, critique et cinéaste britannique. Il est membre fondateur du Churchill College de Cambridge et éditeur de scénarios de films classiques et modernes. Il est décrit comme un écrivain d'une aisance et d'une abondance extraordinaires, que ce soit dans la fiction ou dans l'histoire sociale américaine. Ses biographies couvrent une grande variété de personnages célèbres, dont notamment Che Guevara, Dylan Thomas, Jack London, John Ford, John Pierpont Morgan et Francis Bacon.
Il est élu membre de la Royal Society of Literature en 1972.

## Biographie
Né à Oxford, en Angleterre, Sinclair effectue son service national avec les Coldstream Guards, dont il tirera le roman The Breaking of Bumbo (1959). En 1970, il réalise le film du même nom (en), dont il écrit le scénario.
En 1959, Sinclair publie son deuxième roman, My Friend Judas.
De 1961 à 1963, Sinclair est directeur des études historiques au Churchill College, puis maître de conférences en histoire américaine au University College de Londres (UCL) de 1965 à 1967.
En 1966, avec Peter Whitehead, Sinclair fonde Lorrimer Publishing, qui publie les scénarios originaux de films classiques. Ainsi, quelque 70 scénarios de films ont été publiés, dont ceux de L'Ange bleu et du Troisième Homme.
En 1967, son livre The Better Half: The Emancipation of the American Woman remporte le prix Somerset-Maugham.
Pour son livre The Last of the Best (1969), il est assisté de Jacquemine Charrott Lodwidge (en).
Au cours de cette décennie, Sinclair contribue à sauver de la démolition les bâtiments historiques de Narrow Street (en).
En 1972, Sinclair réalise Au bois lacté, avec Richard Burton comme narrateur.
Son œuvre la plus récente est son autobiographie, Storytelling: A Sort of Memoir (2018).

## Vie privée
Andrew Sinclair s'est marié trois fois :
- Sa première épouse est Marianne Alexandre en 1960, avec qui il a un fils, Timon Alexandre Sinclair. Le couple divorce plus tard ;
- Sa deuxième épouse est Miranda Seymour, fille de George Fitzroy Seymour (branche cadette des marquis de Hertford et duc de Somerset de Thrumpton Hall) et Rosemary Nest Scott-Ellis, fille de Thomas Evelyn Scott-Ellis (1880-1946), le 17 octobre 1972 (mariage dissous le 6 juin 1984). Le couple a un fils, Merlin George Sinclair ;
- Sa troisième épouse est Sonia Melchett, veuve du président de British Steel Julian Mond. Le mariage a lieu le 25 juillet 1984 et reste sans descendance[2].

### Non-fiction
- Interdiction : L'ère de l'excès (1962)
- La meilleure moitié : L'émancipation de la femme américaine (1965)
- Sélections de l'anthologie grecque (Macmillan, 1967)
- Une histoire concise des États-Unis (1967, révisé et mis à jour en 1999)
- Viva Che !: The Strange Death and Life of Che Guevara (1968, réédité en 2006, Sutton (ISBN 0-7509-4310-6))
- Le dernier des meilleurs : L'aristocratie de l'Europe au vingtième siècle (1969)
- Guevara (Fontana Modern Masters, 1970)
- Dylan Thomas : poète de son peuple (1975)
- Jack : Une biographie de Jack London (1977)
- John Ford : une biographie (1979)
- Corsair : La vie de J Pierpont Morgan (1981)
- L'autre Victoria (1985)
- Le rouge et le bleu : Cambridge, trahison et renseignement (1986)
- La guerre comme une guêpe : La décennie perdue des années 40 (1989)
- La découverte du Graal (Century, 1998)
- The Naked Savage (1991, Londres : Sinclair-Stevenson)
- Francis Bacon : sa vie et ses temps violents (1993)
- Arts et cultures : l'histoire des cinquante ans de l'Arts Council en Grande-Bretagne (1996
- Death by Fame: Une vie d'Elisabeth Impératrice d'Autriche (1998)
- Dylan le barde : Une vie de Dylan Thomas (1999, Constable ; 2003, Robinson (ISBN 1-84119-741-6))
- Une anatomie de la terreur (Macmillan, 2003)
- Conte (Ashgrove Publishing, 2018)

### Fiction
- La rupture de Bumbo. Londres, Faber, et New York, Simon et Schuster, 1959 ; Édition Pingouin 1961 (couverture par George Adamson).
- Mon ami Judas. Londres, Faber, 1959 ; New York, Simon et Schuster, 1961.
- Le Projet. Londres, Faber et New York, Simon et Schuster, 1960.
- L'Alléluia Bum. Londres, Faber, 1963 ; comme The Paradise Bum, New York, Atheneum, 1963.
- Le Rasoir. Londres, Cape et New York, Atheneum, 1964.
- Gog. Londres, Weidenfeld et Nicolson, et New York, Macmillan, 1967.
- Magog. Londres, Weidenfeld et Nicolson, et New York, Harper, 1972.
- Le chat du Surrey. Londres, Joseph, 1976 ; comme Cat, Londres, Sphère, 1977.
- Un patriote à louer. Londres, Joseph, 1978.
- Les faits dans le cas d'EA Poe. Londres, Weidenfeld et Nicolson, 1979 ; New York, Holt Rinehart, 1980.
- Beau Bumbo. Londres, Weidenfeld et Nicolson, 1985.
- le roi Ludd. Londres, Hodder et Stoughton, 1988.
- Les coins les plus reculés de la Terre. Londres, Hodder et Stoughton, 1991.
- La force des collines. Londres, Hodder et Stoughton, 1992.
- Blood and Kin : une saga impériale. Londres, Sinclair-Stevenson, 2002.

### Histoires courtes non collectées
- "To Kill a Loris", dans Texas Quarterly (Austin), automne 1961.
- « Une tête pour Monsieur Dimanche », dans Atlantic (Boston), septembre 1962.
- "The Atomic Band", dans Transatlantic Review 21 (Londres), été 1966.
- "Twin", dans Le meilleur de Granta. Londres, Secker et Warburg, 1967.

## Filmographie partielle
- 1970 : The Breaking of Bumbo (en) (réalisateur), avec Joanna Lumley, John Bird, Edward Fox, Jeremy Child et Richard Warwick
- 1972 : Au bois lacté (Under Milk Wood) (réalisateur), avec Richard Burton, Elizabeth Taylor, Peter O'Toole
- 1973 : Blue Blood (réalisateur) avec Oliver Reed, Derek Jacobi
- 2002 : Dylan on Dylan